# Dying for the World
Albums de W.A.S.P.
Unholy Terror
(2001) The Neon God - Part 1 : The Rise
(2004)
Dying for the World est le 10e album studio du groupe de heavy metal W.A.S.P., sorti en 2002.
L'album est dédié aux victimes des attentats du 11 septembre 2001. L'album a été écrit et enregistré en 12 mois[réf. nécessaire].

## Liste des titres
Tous les titres ont été écrits et composé par Blackie Lawless.
| No  | Titre                      | Durée |
| --- | -------------------------- | ----- |
| 1.  | Shadow Man                 | 5:34  |
| 2.  | My Wicked Heart            | 5:38  |
| 3.  | Black Bone Torso           | 2:15  |
| 4.  | Hell for Eternity          | 4:38  |
| 5.  | Hallowed Ground            | 5:54  |
| 6.  | Revengeance                | 5:20  |
| 7.  | Trail of Tears             | 5:50  |
| 8.  | Stone Cold Killers         | 4:56  |
| 9.  | Rubber Man                 | 4:25  |
| 10. | Hallowed Ground (Acoustic) | 6:08  |

### Bonus Japon
| No  | Titre                         | Durée |
| --- | ----------------------------- | ----- |
| 11. | Revengeance (Karaoke Version) | 5:21  |
| 12. | Trail Of Tears (Take #1)      | 5:04  |
| 13. | Hallowed Ground (Take #2)     | 5:19  |

## Formation
- Blackie Lawless - chants, guitare rythmique
- Darrell Roberts - guitare
- Mike Duda - basse
- Frankie Banali - batterie
- Stet Howland - batterie [Non Crédité]